# Holtzheim
Holtzheim (deutsch Holzheim, elsässisch Holtze) ist eine französische Gemeinde mit 3931 Einwohnern (Stand 1. Januar 2021) im Département Bas-Rhin in der Region Grand Est (bis 2015 Elsass). Durch den Stadtkern fließt die Bruche (deutsch Breusch).

## Geschichte
Anlässlich einer Schenkung an das Kloster Lorsch wurde der Ort im Jahr 780 im Lorscher Codex erstmals erwähnt. Eine weitere Schenkung an das Kloster Lorsch kann leider nicht genau datiert werden, sie geschah wohl um das Jahr 900 (CL III 3658).

## Bevölkerungsentwicklung

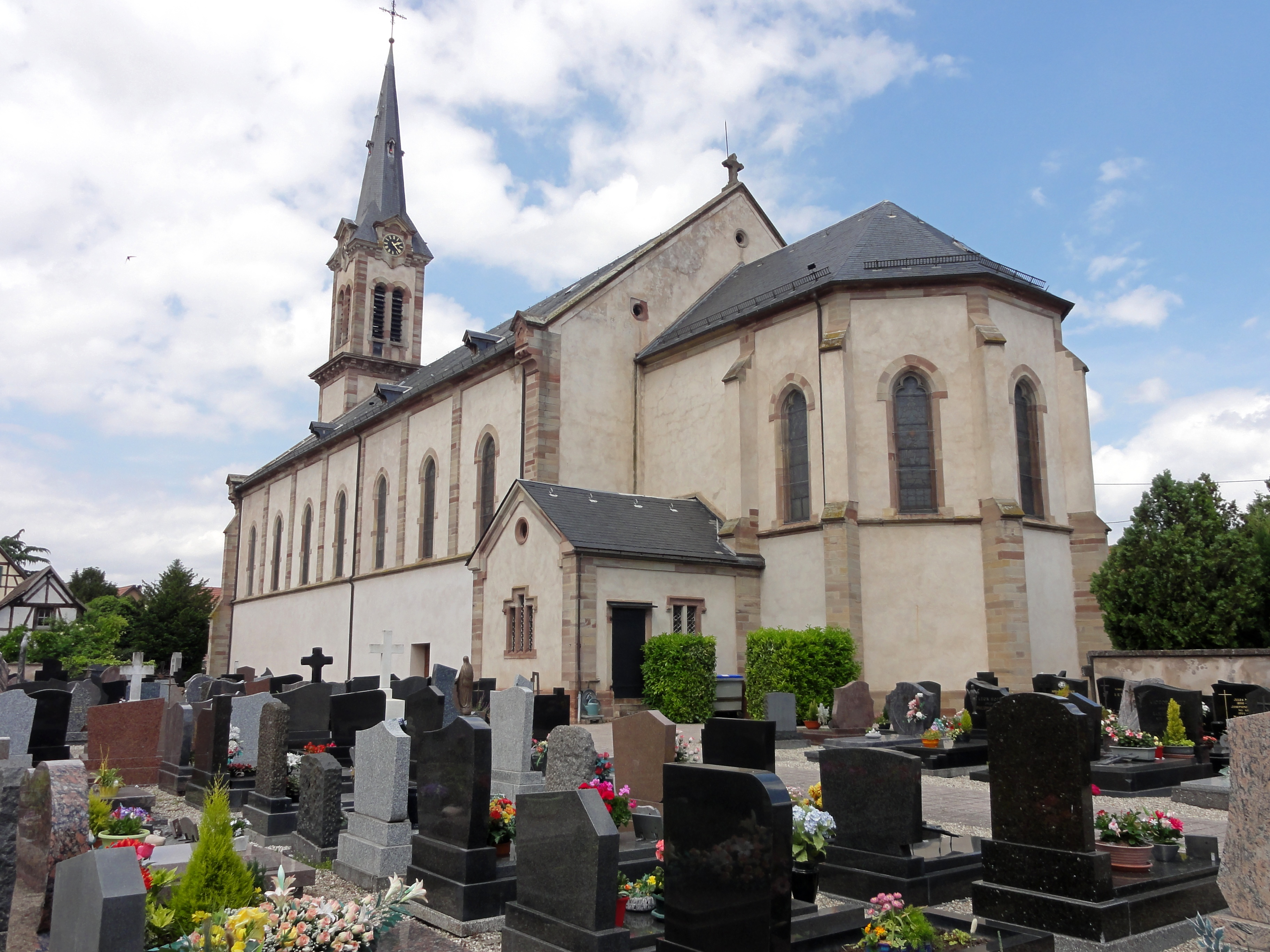
Kirche Saint-Laurent

| 1962 | 1968 | 1975 | 1982 | 1990 | 1999 | 2008 | 2017 |
| ---- | ---- | ---- | ---- | ---- | ---- | ---- | ---- |
| 1673 | 1922 | 2097 | 2082 | 2292 | 2750 | 3038 | 3565 |